# Swingin' street 2
『swingin' street 2』（スウィンギン・ストリート・ツー）は、dorlisのメジャー1stアルバムCD。CD番号はVICL-61687。

## 収録曲
1. Intro〜dorlis batucada
2. マリポーサ
3. 肌のすきま
4. 八重芯
5. ハンドルでキスした日
6. 君色カレンダー
7. みみたぶ
8. 右手の指輪とスパティラム
9. だけど友達、だから友達
10. まばたき
11. chat fleuret
12. 予習．復習．in bathroom
13. 恋のポリグラフ
14. 八重芯〜Clove Carnaval Mix〜(hidden track)